# Brooklet
Brooklet é uma cidade  localizada no estado americano de Geórgia, no Condado de Bulloch.

## Demografia
Segundo o censo americano de 2000, a sua população era de 1113 habitantes.
Em 2006, foi estimada uma população de 1222, um aumento de 109 (9.8%).

## Geografia
De acordo com o United States Census Bureau tem uma área de 
8,0 km², dos quais 7,9 km² cobertos por terra e 0,1 km² cobertos por água. Brooklet localiza-se a aproximadamente 60 m acima do nível do mar.

## Localidades na vizinhança
O diagrama seguinte representa as localidades num raio de 28 km ao redor de Brooklet. 